# Аландский сельсовет
Аландский сельсовет — сельское поселение в Кваркенском районе Оренбургской области Российской Федерации.
Административный центр — село Аландское.

## История
9 марта 2005 года в соответствии с законом Оренбургской области № 1900/342-III-ОЗ образовано сельское поселение Аландский сельсовет, установлены границы муниципального образования.
26 июня 2013 года в соответствии с законом Оренбургской области № 1648/457-V-ОЗ в состав сельсовета включены населённые пункты упразднённого Зеленодольского сельсовета.

## Население
| 2010  | 2012  | 2013  | 2014  | 2015  | 2016  | 2017  |
| ----- | ----- | ----- | ----- | ----- | ----- | ----- |
| 1010  | ↘968  | ↘938  | ↗1575 | ↘1516 | ↘1459 | ↘1418 |
| 2018  | 2019  | 2020  | 2021  |       |       |       |
| ↘1349 | ↘1281 | ↘1228 | ↘1200 |       |       |       |

## Состав сельского поселения
| № | Населённый пункт  | Тип населённого пункта       | Население |
| - | ----------------- | ---------------------------- | --------- |
| 1 | Аландское         | село, административный центр | 796       |
| 2 | Андрианополь      | село                         | 193       |
| 3 | Безымянный        | посёлок                      | 28        |
| 4 | Белозёрный        | посёлок                      | 78        |
| 5 | Болотовск         | село                         | 70        |
| 6 | Зеленодольск      | село                         | 524       |
| 7 | Красный Огородник | посёлок                      | 66        |